# Lista de vencedores de competições nacionais de futebol na Europa na época 2016–17
Esta é uma lista de vencedores de competições nacionais de futebol na Europa na época 2016–17. Esta lista inclui as principais provas organizadas pelas Ligas Profissionais de Futebol e pelas Federações Nacionais de Futebol da Europa.
| Época 2016–17 |            |                   |                      |                     |           |
| Nº            | País       | Campeonato        | Taça Nacional        | Taça da Liga        | Supertaça |
| 1             | Espanha    | Real Madrid       | Barcelona            | –                   |           |
| 2             | Inglaterra | Chelsea           | Arsenal              | Manchester United   |           |
| 3             | Alemanha   | Bayern de Munique | Borussia de Dortmund | –                   |           |
| 4             | Itália     | Juventus          | Juventus             | –                   |           |
| 5             | Portugal   | Benfica           | Benfica              | Moreirense          | Benfica   |
| 6             | França     | Mónaco            | Paris Saint-Germain  | Paris Saint-Germain |           |
| 7             | Rússia     | Spartak           | Lokomotiv            | –                   |           |
| 8             | Holanda    | Feyenoord         | Vitesse              | –                   |           |
| 9             | Ucrânia    | Shakhtar          | Shakhtar             | –                   |           |
| 10            | Bélgica    | Anderlecht        | Zulte Waregem        | –                   |           |
| 11            | Turquia    | Besiktas          |                      | –                   |           |
| 12            | Grécia     | Olympiakos        |                      | –                   | –         |
| 13            | Suíça      | Basileia          | Basileia             | –                   | –         |
| 14            | Áustria    | Salzburgo         |                      | –                   | –         |
| 15            | Rep. Checa | Slavia de Praga   | Fastav Zlín          | –                   |           |

Os Países encontram-se ordenados segundo o coeficiente nacional da UEFA. 
O destaque colorido indica a conquista de um Triplete (vencer o Campeonato, a Taça Nacional e a Taça da Liga na mesma época) ou de uma Dobradinha (vencer o Campeonato e a Taça Nacional na mesma época).